# Lancaster (Lancashire)
Lancaster ist eine ca. 55.000 Einwohner zählende Hafenstadt im Nordwesten Englands in der Grafschaft Lancashire und liegt am River Lune nahe von dessen Mündung in die Irische See. Lancaster ist Verwaltungssitz des Bezirks City of Lancaster.

## Lage und Klima
Lancaster liegt in einer Höhe von ca. 15 m ca. 90 km (Fahrtstrecke) nördlich der Großstadt Liverpool am Fluss Lune zwischen dem Lake District im Norden und den Yorkshire Dales im Osten. Das Klima ist eher kühl und regnerisch; Regen (ca. 1300 mm/Jahr) fällt übers Jahr verteilt.

## Bevölkerung
| Jahr      | 2001   | 2011   | 2021   |
| Einwohner | 46.653 | 48.308 | 52.660 |

Das Bevölkerungswachstum beruht im Wesentlichen auf dem Zuzug von Familien aus dem Umland sowie aus anderen Teilen des Commonwealth.

## Geschichte

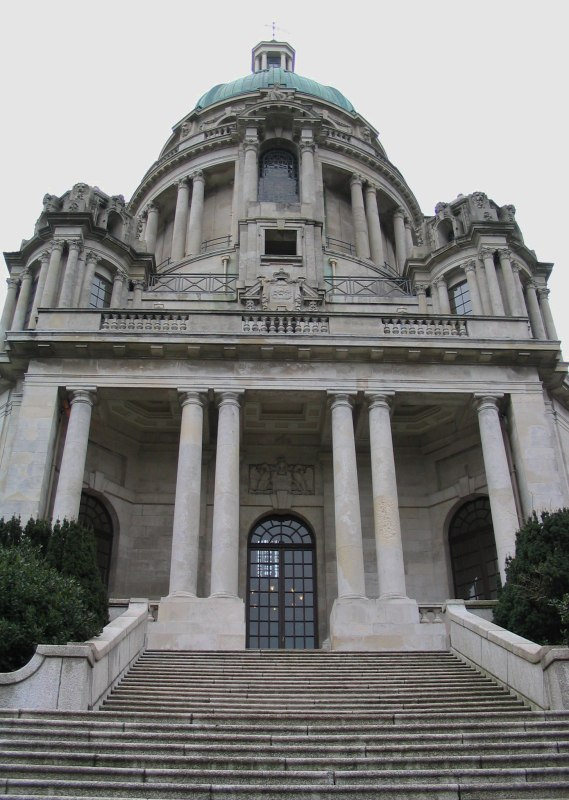
Ashton Memorial im Williamson Park

Die früheste Verwendung des Stadtnamens lässt sich im Domesday Book aus dem Jahre 1086 finden, wo die Stadt Loncastre genannt wurde, was bedeutete, dass es ein römisches Militärlager (lat.: castrum) an dem Fluss Lune war, der zweite Teil des Begriffes findet sich auch im Altenglischen im Wort cæster (deutsch: Veste).
Im Mittelalter war Lancaster einer der wichtigsten englischen Häfen für den Handel mit Übersee.
Aus der Stadt kommt auch die alte englische Herrscherdynastie des House of Lancaster. Obwohl Lancaster seit Jahrhunderten eine wichtige Ortschaft war, bekam es erst am 14. Mai 1937 die Stadtrechte zugesprochen. Bis 1974 war Lancaster auch Hauptstadt der Grafschaft Lancashire.

## Bildung
Am südlichen Rand der Stadt befindet sich die Universität Lancaster mit mehr als 17.000 Studenten. Im Stadtgebiet befindet sich seit 2007 auf dem ehemaligen Gelände des King’s Own Border Regiment ein Campus der Universität von Cumbria. Mit ca. 900 Studenten hat auch die historische „Lancaster Royal Grammar School“, nebst der Mädchenschule „Lancaster Girl’s Grammar School“, überregionale Bedeutung.

## Museen
- City Museum: Gegründet 1923; Das City Museum Lancaster behandelt die Geschichte der Stadt Lancaster.[4]
- Maritime Museum: Gegründet 1985; Im früheren Zollhaus und einem benachbarten Warenhaus im Hafen Lancasters befinden sich Ausstellungen zum Hafen der Stadt, ihrer Fischfangindustrie und der örtlichen Seefahrt generell.[5]
- King’s Own Royal Regiment Museum: Gegründet 1929; behandelt die Geschichte des britischen „Vierten Infanterie-Regiments zu Fuß“, das umgangssprachlich auch „the King’s Own Royal Regiment“ genannt wird.[6]
- Cottage Museum: Das Cottage Museum stellt die Lebensbedingungen des durchschnittlichen Stadtbewohners im 18. Jahrhundert dar.[7]
- Römische Badehäuser: Ausgrabungsort einer 1973/74 entdeckten römischen Badeanlage, die vermutlich um 340 n. Chr. zerstört wurde.[8]

## Bauwerke
- Lancaster Castle. Der älteste Teil der heutigen Burg stammt aus dem Jahr 1200, als Normannen die Stadt und Umgebung eroberten und eine Burg zur Friedenssicherung errichteten. Die Burg wurde von Thomas Harrison umgebaut.
- Lancaster Priory. Die heute noch vorhandene Abteikirche (Lancaster Priory) stammt in dieser Form hauptsächlich aus dem 14. und 15. Jahrhundert.
- Skerton Bridge. Die 1783–87 erbaute Brücke führt noch heute über den River Lune und führt den modernen Straßenverkehr im Zuge der Fernstraße A6 als Einbahnstraße über den Fluss. Die aus Stein erbaute Bogenbrücke wurde von Thomas Harrison entworfen.
- Die neugotische St.-Peters-Kathedrale des 1924 gegründeten katholischen Bistums Lancaster wurde 1857–59 als Pfarrkirche erbaut.
- Bahnhof Lancaster
- Hafen von Lancaster
- Lune Aqueduct
- Lune Millennium Bridge

## Städtepartnerschaften
Lancaster hat fünf Partnerstädte und zwei Städtefreundschaften:
| Stadt            | Land        | Status             | seit |
| ---------------- | ----------- | ------------------ | ---- |
| Aalborg          | Dänemark    | Partnerstadt       | 1982 |
| Almere           | Niederlande | Städtefreundschaft |      |
| Lublin           | Polen       | Partnerstadt       | 1994 |
| Perpignan        | Frankreich  | Partnerstadt       | 1962 |
| Rendsburg        | Deutschland | Partnerstadt       | 1968 |
| Växjö            | Schweden    | Partnerstadt       | 1996 |
| Viana do Castelo | Portugal    | Städtefreundschaft |      |

## Persönlichkeiten
- John of Gaunt, 1. Duke of Lancaster (1340–1399), Vater von Heinrich IV. und Begründer des Hauses Lancaster
- Henry Cort (1740–1800), englischer Unternehmer und Erfinder (Puddelverfahren)
- Thomas Harrison (1744–1829), Architekt
- Ellen Sharples (1769–1849), Porträtmalerin und Kunststickerin
- Robert Gradwell (1777–1833), katholischer Bischof, war von 1809 bis 1818 Seelsorger im Stadtteil Claughton
- Thomas Edmondson (1792–1851), erfand um 1836 die erste Maschine, um Eisenbahn-Fahrkarten aus Karton zu drucken und das Datum einzuprägen
- William Whewell (1794–1866), Philosoph und Wissenschaftshistoriker
- Sir Richard Owen (1804–1892), Chirurg, Zoologe, Paläontologe und Evolutionsbiologe, prägte den Begriff „Dinosaurier“
- James Williamson, 1. Baron Ashton (1842–1930), Sohn des Unternehmers James Williamson (1813–1879), war ein wichtiger Industrieller, der eine große Textil- und Linoleumindustrie aufbaute. Zu seiner Zeit war er einer der reichsten Männer der Welt und er spendete der Stadt mehrere Monumente (Queen Victoria Monument, Luneside Gardens, Ashton Memorial, Williamson Park).
- Emily Williamson (1855–1936), Philanthropin und Naturschützerin. Sie war 1891 zusammen mit Eliza Phillips Mitbegründerin der Royal Society for the Protection of Birds (RSPB).
- Laurence Binyon (1869–1943), Dichter und Kunsthistoriker
- Richmond Palmer (1877–1958), Rechtsanwalt, Vizegouverneur in Nigeria und Gouverneur und Oberbefehlshaber von Gambia und Zypern
- Barbara Wharton Low (1920–2019), Biochemikerin und -physikerin
- Brian Michael Noble (1936–2019), römisch-katholischer Geistlicher, Bischof von Shrewsbury
- Anthony Howarth (* 1938), Filmregisseur, Filmproduzent, Kameramann, Dokumentarfilmer, Fotograf, Fotojournalist und Ingenieur
- Anne Phillips (* 1950), Politikwissenschaftlerin
- John Waite (* 1952), Rocksänger, Bassist und Songschreiber
- Polly Swann (* 1988), Ruderin, Weltmeisterin und Olympia Silbermedaillengewinnerin
- Alfie Rogers (* 1995), neuseeländisch-englischer Fußballspieler
- Scott McTominay (* 1996), Fußballspieler